# Mayfield (Utah)
Pour les articles homonymes, voir Mayfield.
Mayfield est une municipalité américaine située dans le comté de Sanpete en Utah.
Lors du recensement de 2010, sa population est de 496 habitants. La municipalité s'étend alors sur une superficie de 0,99 mille carré (2,56 km2).

## Histoire
En 1871, la localité est fondée par Simon Hansen, Carl Olsen et Mads Sorenson, sur la rive nord de la Twelve Miles Creek. C'est alors une communauté collectiviste mormone, membre de l'Ordre Uni (en). En 1875, d'autres pionniers s'implantent sur la rive sud de la rivière, fondant New London.
En juillet 1877, l'Église mormone créée une congrégation regroupant les deux bourgs. Elle prend le nom de Mayfield, en raison de la beauté des fleurs qui apparaissent au printemps sur les collines alentour. Il s'agit en effet de la contraction de « mai » (may) et de « champ » (field).